# Dorycnopsis
Dorycnopsis, manji biljni rod iz porodice mahunarki. Postoje dvije priznate vrste trajnica iz sjeveroistočne tropske Afrike, juga Arapskog poluotoka i zapadnog Mediterana

## Vrste
1. Dorycnopsis abyssinica (A.Rich.) V.N.Tikhom. & Sokoloff
2. Dorycnopsis gerardi (L.) Boiss.

## Sinonimi
- Helminthocarpon A.Rich.
- Vermifrux J.B.Gillett